# Окно (мультфильм, 1966)
«Окно» — советский музыкальный рисованный мультипликационный фильм 1966 года. Поэтическая притча для взрослых режиссёра Бориса Степанцева. Основой для создания сценария фильма послужил сюжет рассказа Фёдора Кнорре «Голубое окно». В фильме звучит музыка из произведений Сергея Прокофьева.

## Сюжет
О том, что мечты о любви всегда прекраснее, чем сама любовь.
«Ярко освещённое окно девушки становится для Юноши всем, вокруг него вращаются не только все его мысли и посылаемые им корзины цветов, но и он сам в своих мечтах превращается в подобие искусственного спутника, а окно — в центр вселенной. Искусство рисованного мультфильма позволяет его авторам воплотить на экране эту метафору. Проходят дни, сменяются времена года. Наступает зима. А юноша всё так же, не отрываясь, влюблённо глядит в это сверкающее окно. А что, если б его не было, если предположить, что оно опустело, что дом разрушен и лежит в развалинах? Одно такое предположение застилает его взгляд смертельной тоской, на земле воцаряются мрак и хаос. Но нет, как солнце, вновь восходит это сверкающее окно из-за горизонта. Девушка спускается в лифте. Он бежит ей навстречу. Происходит знакомство. Воплощение мечты изменяет мир. Луна, некогда расколотая надвое, соединяет свои половинки. В его окне теперь уже два силуэта — он и она, переселившаяся к нему, ставшая его женой. Он говорит ей о любви, а взгляд его падает на знакомое окно. Она пытается овладеть его вниманием. Но, обнимая её как-то вяло, по обязанности, по требованию, он неотрывно, как тогда, глядит в то окно где снова, как и раньше, мелькает девическая фигурка…».

## Создатели
| автор сценария             | Борис Ларин                                                                     |
| режиссёр                   | Борис Степанцев                                                                 |
| художники-постановщики     | Анатолий Савченко, Пётр Репкин                                                  |
| оператор                   | Михаил Друян                                                                    |
| звукооператор              | Борис Фильчиков                                                                 |
| ассистент режиссёра        | Елена Шилова                                                                    |
| монтажёр                   | Валентина Турубинер                                                             |
| редактор                   | Аркадий Снесарев                                                                |
| художники-мультипликаторы: | Юрий Бутырин, Марина Восканьянц, Ольга Орлова, Виктор Лихачёв, Владимир Балашов |
| художники-декораторы:      | Ирина Светлица, Вера Харитонова                                                 |
| директор картины           | Г. Кругликов                                                                    |
| дирижёр                    | Эмин Хачатурян                                                                  |

## История создания фильма
В поисках ключа к правильному пластическому решению мультфильма художникам-постановщикам А. Савченко и П. Репкину пришлось перепробовать множество вариантов. Решение помог найти привлечённый к работе художник В. Левенталь, сделавший к фильму нетипичные для мультипликации эскизы. По свидетельству Н. Я. Венжер, натурой для создания образа главного героя послужил актёр Юрий Никулин.
Драматургию фильма во многом определила звучащая в нём музыка:

«А с музыкой Прокофьева получилось всё не так. Оказалось, что она просто сама рисует то, что должно произойти на экране, до мельчайшего жеста, определяя игру персонажей. И нужно только как следует вслушаться, чтобы понять, да не то что понять, а просто отчётливо увидеть всё, что оживает на экране.
Самое удивительное, что её драматургия была логичнее, точнее многих надуманных сюжетных ходов. Оставалось только следовать ей, послушно выбрасывая всё хилое, рассудочное, противоречившее её ясному чувству»— Б. Степанцев

## Награды
- 1967 — приз «Серебряный Пеликан» «За лиризм» на I МФ анимационных фильмов в Мамайе (Румыния)[4] в номинации авторских фильмов.